# اتصال سلولی
اتصالات بین سلولی یا اتصال سلولی (به انگلیسی: Cell junction) ساختاری متشکل از ساختارهای پروتئینی-پروتئین  است که در میان و بینابین سلول‌های تمامی بافت‌های جانداران پر سلولی (به غیر از گیاهان دارای پلاسمودسم) وجود دارد.
این اتصال باعث نگهداری و تثبیت و ارتباط، بین هر سلول با سلول های دیگر و با ماتریس خارج سلولی (ECM) می‌شود. بیشتر اینکه در بافت پوششی مهم‌ترین مرزبندی و راه ارتباط با محیط بیرونی را شامل می‌شود.

## انواع

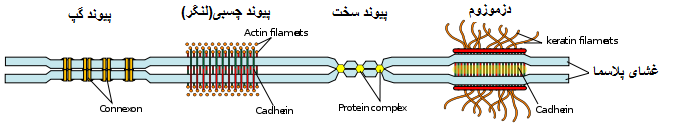
انواع پیوند بین سلولی در شمایی ساده

پیوند میان‌سلولی در مهره‌داران به سه بخش می‌شود:
- پیوند چسب گونه و دزموزوم (پیوند لنگر)
- پیوند گپ یا شکافدار[۴] (پیوندارتباطی)
- پیوند سخت (پیوند چفت و بست)

### پیوند لنگر
سلول‌های بافت‌ها و اندام‌ها باید به یکدیگر قلاب و متصل شده و نیز این مجموعه به اجزای ماتریس برون سلولی پیوند شود. سلول‌ها انواع گوناگونی از مجتمع‌های پیوندی را برای دست‌یابی به این عملکردها دراختیار دارند و در هر مورد، پروتئین‌های نگه دارنده از طریق غشای پلاسمایی با پیوند پروتئین اسکلت سلولی بین هر سلول با سلول‌های کناری خود و همچنین با پروتئین‌های درون ماتریکس خارج سلولی٬ ساختار پیوندی لنگرمانندی تشکیل می‌دهند.

#### دزموزوم

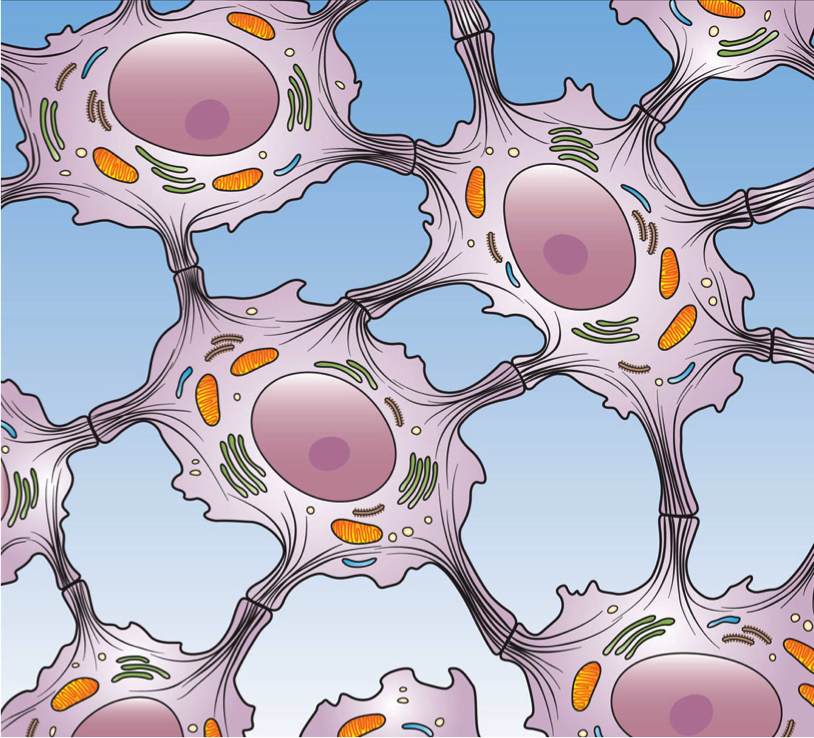
نمایش یک اتصال دزموزومی بین سلول‌های لایه اپیدرمی پوست.

دزموزوم را می‌توان به عنوان پیچ و مهره گذرنده از  غشای پلاسمایی بین سلول‌های کنار هم در نظر گرفت٬ رشته‌های متشکل از کراتین یا دزمین به پروتئین‌های پیوندی غشاء مرتبط که به صورت یک پلاک متراکم بر پهنه سیتوپلاسمی غشاء سلول متصل شده‌است.
مولکول کادهرین با اتصال به کادرین‌های غشای سلول‌های کناری٬ تشکیل یک لنگر واقعی متصل به پلاک سیتوپلاسمی می‌دهند.

### پیوند ارتباطی گپ (GAP)
پیوند ارتباطی یا اتصال شکاف‌دار برای ارتباط مستقیم شیمیایی بین سیتوپلاسم دو سلول مجاور و از طریق انتشار بوده که بدون تماس بین دو مایع خارج سلولی از این سلول‌های مجاور٬ ممکن می‌گردد.
این امر با وجود شش عدد پروتئین کانکسین که تشکیل یک استوانه با یک سوراخ در مرکز آن می‌دهند٬ امکان‌پذیر است.
این استوانه باعت به وجود آمدن کمی برجستگی در سراسر غشای سلولی شده و زمانی که دو سلول مجاور ارتباط برقرار می‌کنند، یک کانال اتصال شکافی گپ تشکیل می‌گردد.
پیوند گپ توسط این نوع اتصال در ماهیچه‌های قلب نقش حیاتی در بدن انسان ایفا می‌کند. همچنین در انتقال سیگنال‌های مغز کاربرد دارد و کمبود آن٬ تراکم سلولی کاهش یافته‌ای در مغز را ایجاد می‌کند.

### پیوند سخت
این نوع اتصال٬ در سلول‌های اپیتلیوم مهره‌داران یافت شده و به عنوان مانعی در تنظیم حرکت آب و املاح بین لایه‌های اپیتلیال عمل می‌کند.
طبق تعریف٬ اتصال سخت به عنوان یک مانع پیراسلول (پاراسلولی) بدون تبعیض جهت‌دار٬ طبقه‌بندی شده، با این حال حرکات تا حد زیادی وابسته به اندازه املاح و بار آن‌ها است.